# 川崎銀星座
川崎銀星座（かわさきぎんせいざ）は、かつて存在した日本の映画館である。美須鐄の金美館本部（のちのカワサキ・ミス、現在のチッタ エンタテイメント）による川崎進出第1号館であり、同地の空襲による壊滅からの復興第1号館でもあった。

## 歴史・概要

### 開業
東京市荒川区を拠点に映画街を形成していた金美館本部が、川崎市へ進出する第1号館として、1936年（昭和11年）に川崎市小川町で同館を開業する。金美館本部は同館のほか計6館を建設して1937年（昭和12年）春に小川町で「川崎映画街」を形成し、現在の「チネチッタ」の第一歩となる。川崎映画劇場、実演劇場の川崎花月劇場（1943年開館、現存せず）などが存在した。

### 戦後
第二次世界大戦末期の1945年（昭和20年）4月15日に川崎大空襲で全焼して映画街がすべて崩壊するも、7月に同館を第1号に急造のバラックとして復興する。戦後に改めて復興を期して改築して11月に正式に竣工し、11月17日から18日に内覧会、19日から21日の3日間は市民に無料公開し、22日から松竹の作品で本興行を再開した。同館に続いて、川崎映画劇場、川崎花月劇場が復興し、1947年（昭和22年）末までに川崎オデオン座、川崎第一東宝劇場、川崎大映劇場が完成し、6館（映画館は5館）が形成する「川崎映画街」として1948年（昭和23年）に正月興行を開けた。
1949年（昭和24年）4月18日に、金美館本部は従来の個人事業から会社組織化されて美須合名会社となる。1949年に川崎映画街は9館に増強される。1950年（昭和25年）に同館を初めとした川崎映画街に「銀映会」が結成される。7月に、関連会社として設立した美須商事株式会社（のちに美須合名と合併してカワサキ・ミス、現在のチッタエンタテイメント）の直営として、蒲田に6館を新設した。このころは『禁じられた遊び』などを興行する洋画ロードショー館であった。当時の所在地は川崎市古川通78番地である。
1974年（昭和49年）4月1日に、同館を初めとする川崎地区の映画館を経営する美須合名と、蒲田地区の映画館を経営する美須商事が合併して、株式会社カワサキ・ミス（社長美須君江）を設立、同館の経営は同社の興行部が行うこととなる。
1976年（昭和51年）3月に、『キネマ旬報』誌3月下旬号グラビアページで「われらの映画館 神奈川篇」で紹介される。このころに日本映画の名画座となっており、小説家の田中小実昌もよく通ったと後に回想している。1978年（昭和53年）8月期に『溶解人間』（ウィリアム・サッチス監督）と『スパイダーマン』（E・W・スワックハマー監督）のコロンビア ピクチャーズ2本立もロードショーされた。
1982年（昭和57年）10月25日に、同館を経営するカワサキ・ミスから興行部門が分離独立して美須興行株式会社（会長美須君江、社長太郎田智、現在の株式会社チネチッタ）を設立し、同館の経営は美須興行が行う。

### 閉館とその後
1985年（昭和60年）、川崎映画街の再開発が着手され、川崎グランド劇場（後のチネグランデ）をはじめとして、いくつかの映画館が取り壊されるが、同館は引き続き営業する。1987年（昭和62年）、再開発の結果、シネマコンプレックス「チネチッタ」が誕生、チネグランデ、チネ1-5らが立ち並ぶなかで、同館はその入口のパチンコ店の2階に位置し、少なくとも1990年（平成2年）ころまでは、日本映画の名画座から松竹封切館にプログラムを換えて、営業を続けていたが、6月22日に『東京上空いらっしゃいませ』（牧瀬里穂主演）と『パチンコ物語』の2本立を最後に閉館し、54年間の歴史に幕を閉じた。
1991年（平成3年）に、チネチッタ通り商店街振興組合が発足し、2001年（平成13年）に「銀映会」が解散する。2003年（平成15年）、カワサキ・ミスがチッタ エンタテイメント、子会社の美須興行がチネチッタとそれぞれ社名変更している。のちに、同館の跡地にはカキモトアームズLA CITTADELLA店（2014年に武蔵小杉に移転）→ORIHICA川崎 ラ チッタデッラ店（2019年9月8日閉店）を経て、2021年（令和3年）現在はドコモショップ川崎駅前店が入居している。

## 川崎映画街

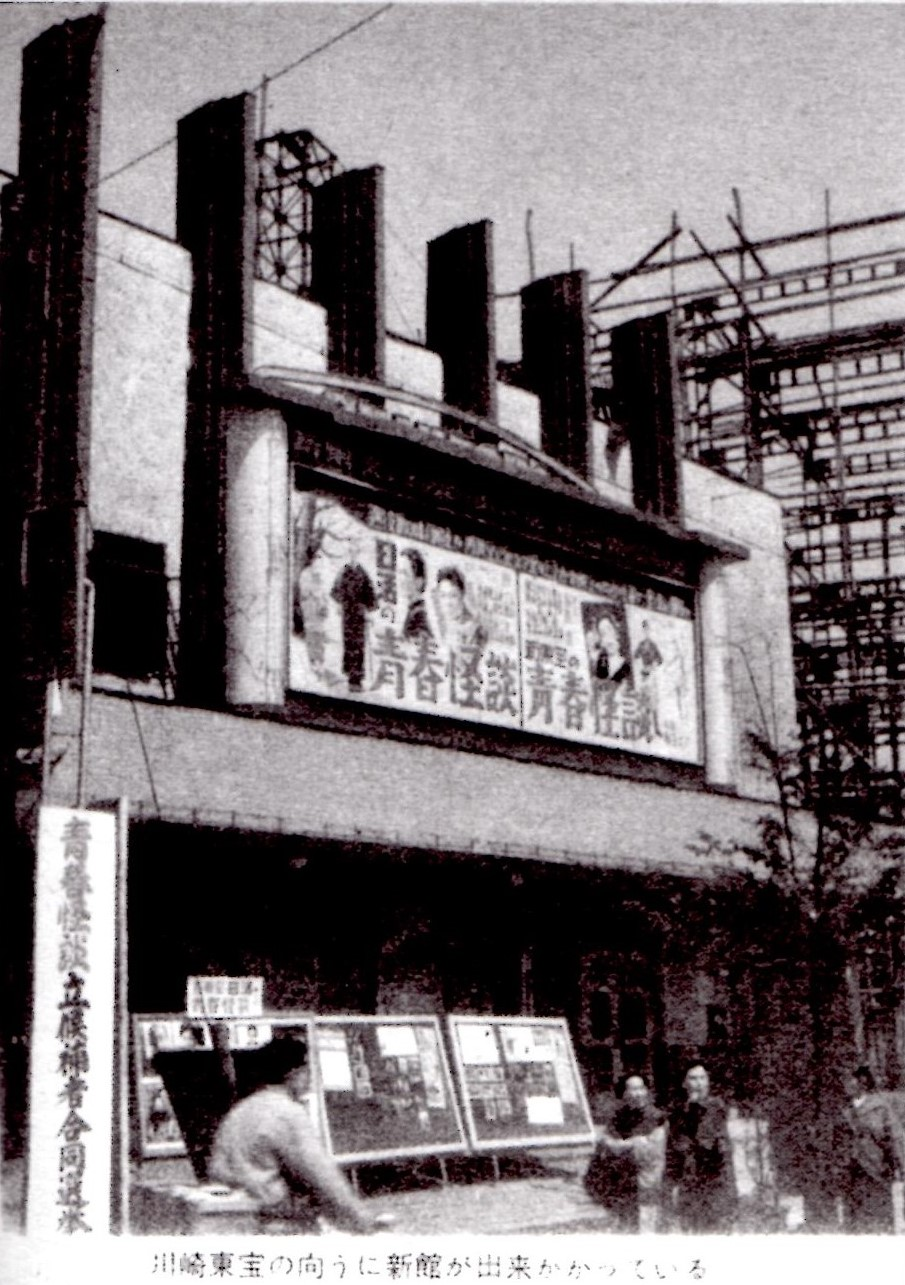
『青春怪談』（監督市川昆・1955年）上映時の川崎東宝

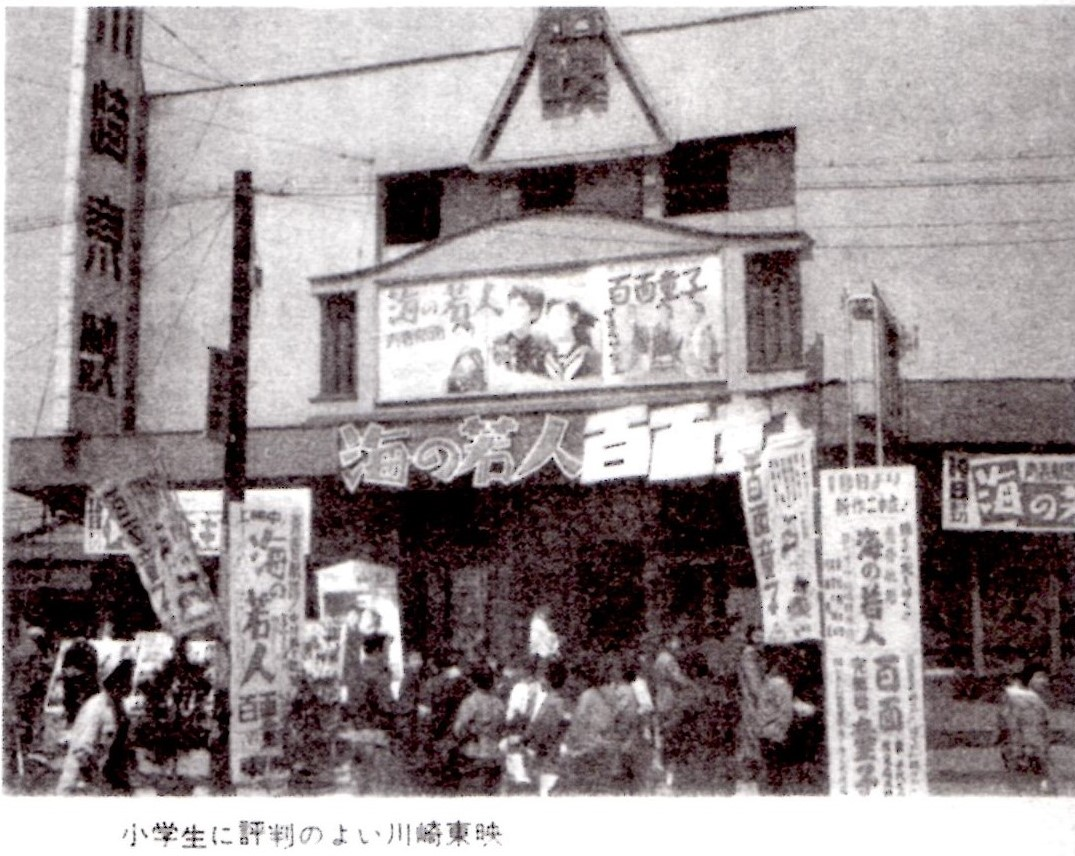
『青春航路 海の若人』（監督瑞穂春海）『百面童子』（監督小沢茂弘）上映時（1955年4月）の川崎東映

チネチッタ登場（1987年）以前に存在した劇場の一覧を記す。1947年（5館）、1956年（10館）、1957年（11館）、1966年（12館）、1983年（9館）の資料による。1984年に、スカラ座、名画座、銀星座、ニュース劇場以外はすべて川崎グランド1-5となった。いずれも現存しない。特筆以外は現在跡地にラ チッタデッラが建っている。美須興行の経営した劇場は、このほかにも川崎地区には追分映画劇場、川崎駅ビル文化劇場（のちのチネBE）があったが、いずれも現存しない。
- 川崎銀星座 [3][7][19][2][20][21] : 所在地 古川通78番地（1956年。2014年までカキモトアームズLA CITTADELLA店[16]、2019年までORIHICA川崎ラ チッタデッラ店[17]）
- 川崎大映劇場 [3][7][19][2] : 所在地 古川通30番地（1956年）
- 川崎東宝劇場 [3][7][19][2][20] : 所在地 古川通29番地（1956年、1966年の位置は現在のビバーチェ、非映画館）
- 川崎東映 [7][19][2][20] : 所在地 古川通29番地（1956年、1966年の位置は現在のビバーチェ、非映画館）
- 川崎松竹 [7][19] : 所在地 古川通27番地（1956年）
- 川崎日活 [7][19][2] : 所在地 小川町82番地（1956年、1966年の位置は現在のビバーチェ、非映画館）
- 川崎文化劇場 [7][19] : 所在地 小川町81番地（1956年）
- 川崎オデオン [3][7][19] : 所在地 小川町82番地（1956年）
- 川崎セントラル映画劇場 [7][19][2] : 所在地 小川町16番地（1956年、のちに実演劇場となり、現在商業ビル）
- 川崎映画劇場[3][7][19][2] : 所在地 小川町80番地（1956年、のちの川崎スカイ劇場[20]）
- 川崎名画座 [19][2][20][21]

- 川崎グランド劇場 [2][20] : のちのチネグランデ
- 川崎日劇 [2] : 1966年の位置は現在のビバーチェ、非映画館
- 川崎スカラ座 [2][20][21]
- 川崎ニュース劇場 [2][20][21]
- 川崎ロイヤル [20]

- 川崎花月劇場 [3] : 実演劇場（東京吉本との提携、非映画館）